# Mario López Garelli
Mario Aníbal López Garelli (f. Arlington, Virginia, Estados Unidos, 5 de octubre de 2022) fue un abogado paraguayo. Durante su trayectoria profesional trabajó en la secretaría ejecutiva de la Comisión Interamericana de Derechos Humanos (CIDH).

## Carrera
Garelli tenía un doctor en ciencias jurídicas y se desempeñó como profesor de derecho en la Universidad Nacional de Asunción, asesor jurídico de la Entidad Binacional ITAIPÚ y fue secretario ejecutivo de la Comisión Nacional Paraguaya de Cooperación con la UNESCO.
A partir de 1995 empezó a trabajar en la Comisión Interamericana de Derechos Humanos (CIDH), donde fue representante de la Relatoría sobre defensoras y defensores de derechos humanos y se incorporó a la secretaría ejecutiva, trabajó en casos y temas referidos a varios Estados miembros de la Organización de Estados Americanos y participó en diversas visitas de investigación in loco, visitas de trabajo, y sesiones extraordinarias fuera de la sede. Entre sus responsabilidades se encontraban la coordinación e las sesiones y audiencias de la Comisión Interamericana, de las actividades de la Relatoría de la CIDH sobre Derechos de los Trabajadores Migratorios y sus Familias, y de la Sección Regional EFP de la CIDH, la cual abarca Brasil, Canadá, Estados Unidos, Haití, Surinam, y los Estados miembros del Caribe anglófono.

## Vida personal
Su hermana, Sanie López Garelli, es presentadora de televisión.